# 숭의종합경기장
숭의종합경기장(崇義綜合競技場, Sungui Sports Complex)은 대한민국 인천광역시에 있었던 스포츠 시설이다. 대한민국에서 가장 오래된 스포츠 경기장 종합 단지이기도 하다.
1936년에 개장한 후 숭의 야구장과 함께 수차례의 전국 체전과 프로 스포츠의 홈구장으로 사용되는 등 인천의 대표 운동장으로 자리매김하였지만, 2002년 FIFA 월드컵에 맞춰 신축된 인천 문학 경기장으로 영광을 넘기며 프로 야구단의 훈련장이나 국내 경기용으로 사용되어 왔다. 그리고 2008년 6월에 철거되면서 2012년에 인천축구전용경기장으로 새롭게 탄생했다.
과거에는 인천공설운동장으로 불리었으며 '숭의종합운동장'과 '숭의종합경기장' 등으로 혼용되어서 사용되기도 하였다.

## 시설

### 주경기장

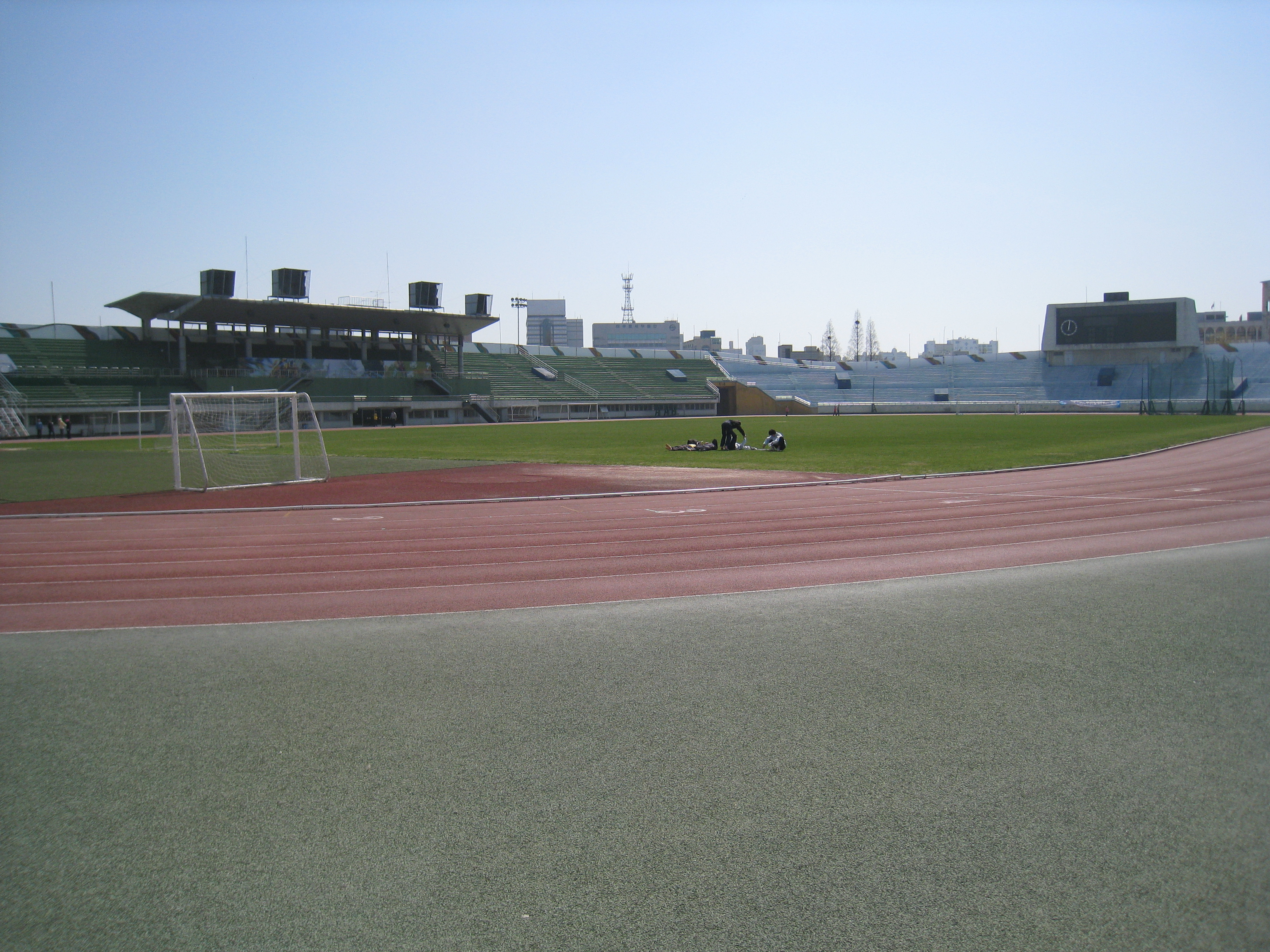
숭의종합경기장 주경기장

다목적 경기장인 주경기장은 축구와 럭비, 육상과 사이클을 겸용할 수 있었으며 표면은 천연 잔디와 육상용 트랙이 있었다. 22~32단의 스탠드를 보유하고 있었으며, 수용 인원은 30,000명이었다.
인천 코레일 축구단이 2003년 ~ 2007년까지 홈구장으로 사용하였다.

### 정구장
정구장은 핸드볼 경기장을 겸용할 수 있는 한편 13단의 스탠드를 보유하고 있었으며, 수용 인원은 4,000명이었다.

## 기록

### 1979년 대통령배 국제축구대회
| 날짜            | 팀 1          | 스코어 | 팀 2       | 라운드 |
| --------------- | ------------- | ------ | ---------- | ------ |
| 1979년 9월 16일 | 수단          | 1 - 0  | 스리랑카   | A조    |
| 1979년 9월 16일 | 대한민국 화랑 | 9 - 0  | 방글라데시 | A조    |

### 1982년 대통령배 국제축구대회
| 날짜            | 팀 1           | 스코어 | 팀 2               | 라운드 |
| --------------- | -------------- | ------ | ------------------ | ------ |
| 1982년 6월 13일 | 인도           | 0 - 0  | 바레인             | A조    |
| 1982년 6월 13일 | PSV 에인트호번 | 4 - 0  | 인도네시아 올스타  | A조    |
| 1982년 6월 14일 | 오페라리우 FC  | 3 - 1  | 말레이시아         | B조    |
| 1982년 6월 14일 | 태국           | 1 - 0  | 바이어 04 레버쿠젠 | B조    |

### 1987년 대통령배 국제축구대회
| 날짜            | 팀 1              | 스코어 | 팀 2           | 라운드 |
| --------------- | ----------------- | ------ | -------------- | ------ |
| 1987년 6월 17일 | 포르튀나 시타르트 | 1 - 1  | 오스트레일리아 | B조    |
| 1987년 6월 17일 | 모로코            | 3 - 1  | 칠레 B팀       | B조    |
| 1987년 6월 17일 | 대한민국 B팀      | 1 - 0  | 섐록 로버스 FC | B조    |

## 참고 문헌
- 〈인천공설운동장〉. 《한국향토문화전자대전》. 한국학중앙연구원.[깨진 링크(과거 내용 찾기)]
- 《전국 공공체육 시설 현황 (2007년말 기준)》. 대한민국 문화체육관광부. 2009.

## 같이 보기
- 인천축구전용경기장
- 숭의야구장
- 도원실내체육관